# Willy Graba
Willy Graba, eigentlich Wilhelm Georg Graba (* 14. November 1894 in Wesselburen; † 26. Dezember 1973 auf der Hallig Langeneß), war ein norddeutscher Maler.

## Leben
Willy Graba wurde am 14. November 1894 als ältester von vier Brüdern auf einem Bauernhof bei Wesselburen in Dithmarschen geboren. Sein Vater war Wilhelm Graba (1868–1939), seine Mutter Annine, geb. Dyrssen (* 1874). Er besuchte zuerst die Schulen in Wesselburen und Zennhusen, später dann die Realschulen in Husum und Marne. Ab 1903 fuhr er als Matrose zur See und wurde 1914, mit Beginn des Ersten Weltkrieges, von den Engländern verhaftet und im Camp Liverpool bei Sydney in Australien interniert. Dort begann er an einer improvisierten Kunstschule mit autodidaktischen Studien, die er nach Kriegsende und Entlassung 1919 an der Berliner Akademie der Künste fortsetzte. Er soll auch die Hamburger Kunstgewerbeschule besucht haben. In den nächsten Jahren unternahm er mehrere ausgedehnte Studienreisen, so nach Dalmatien (1922), Ägypten (1924), Griechenland (1925) und Tunis (1926).

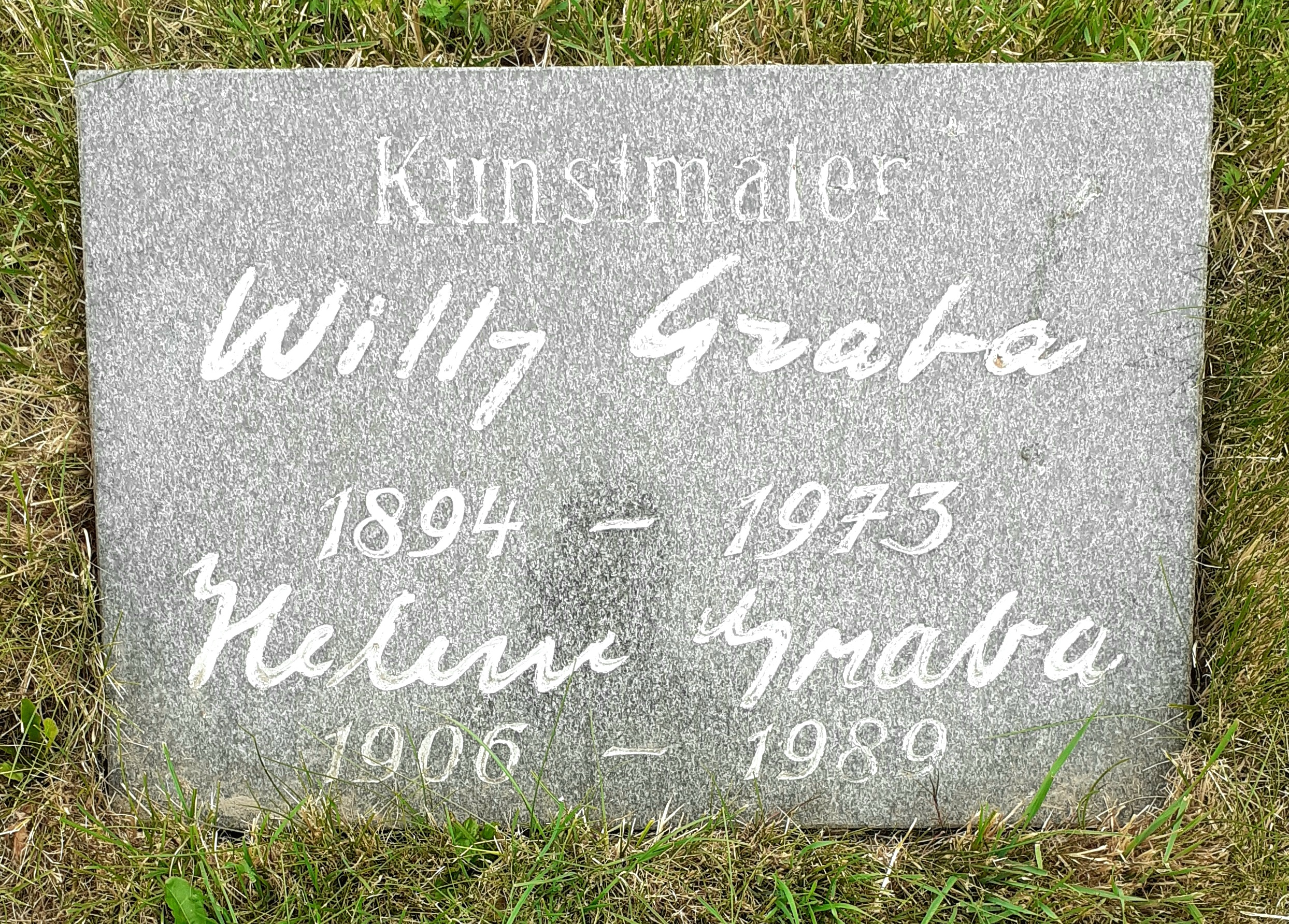
Die Grabstätte von Willy Graba und seiner Ehefrau Helene auf der Kirchwarf der Hallig Langeneß

Auf der Großen Herbst-Ausstellung Schleswig-Holsteinischer Künstler in Kiel 1926 war er bereits mit zwei Ölgemälden vertreten. In dieser Zeit trat er auch der Künstlergruppe De Warft bei und besuchte zum ersten Mal die Hallig Langeneß. Quartier nahm er – wie auch in den folgenden Jahren – bei den Schwestern Pauline und Johanna Sönnichsen, wo auch schon Amelie Ruths die Sommer verbrachte. 1930 heiratete er die Fürsorgerin Helene Tabor aus Berlin und bezog mit ihr ein Haus in Heide in der Straße Am Galgenberg. Das Ehepaar hatte vier Kinder, zwei Söhne (* 1931 Klaus Andreas, * 1933 Uwe Eckard) und zwei Töchter (* 1936 Wiebke, * 1939 Frauke Bettina), die in Heide geboren wurden.
1933 stellte auch für Willy Graba eine Zäsur dar. Er stand dem Nationalsozialismus äußerst distanziert gegenüber und traf sich mit verfemten Hamburger Künstlern – u. a. mit dem Juden und Mitglied der Hamburger Sezession Kurt Löwengard – im Sommer auf der Hallig Langeneß, um zu malen. Löwengards Freundin, die Malerin Maria Wolff-Elkan, wird später an Graba schreiben: „Sie waren ja doch der Treueste der Treuen für Ihre jüdischen Freunde, und Kurt hat so dankbar empfunden, was Sie für ihn in so schwieriger Zeit der Verfolgung und Ausschließungen getan haben.“
Emil Nolde, von den Nationalsozialisten mit Malverbot belegt, wurde von ihm mit Farben und Papier versorgt. Nolde bedankte sich später für diese Hilfe und schenkte dem Künstlerkollegen mehrere Aquarelle, u. a. das Werk Meer mit schwarzem Dampfer aus dem Jahr 1946. Die Stiftung Seebüll Ada und Emil Nolde verwahrt einige Briefe Grabas an Nolde, in denen er sich für die Aquarelle bedankte.
Grabas Aquarell Bazar in Tetuan (Mexiko) wurde am 14. Juli 1937 aus dem Bestand der Kieler Kunsthalle heraus beschlagnahmt und wird im NS-Inventar (NS-Inventar EK-Nr.: 14484) als zerstört verzeichnet. In den letzten Kriegsjahren war Graba dann Kriegsberichterstatter an der Ostfront, insbesondere auf der Krim–Halbinsel.
Nach dem Krieg unternahm Graba wieder ausgedehnte Reisen nach Griechenland, Algerien, in die Türkei, nach Mexiko, Kuba und Marokko. Ab dem Sommer 1965 lebte er ganz auf der Ketelswarf auf Langeneß. Am 26. Dezember 1973 starb Willy Graba im Alter von 79 Jahren und wurde auf der Kirchwarf der Hallig beerdigt. Dort befindet sich bis heute das Grab der Eheleute.
In Schleswig-Holstein – besonders an der Westküste – ist Willy Graba bis heute als der Halligmaler bekannt. Seine Bilder hängen immer noch in vielen privaten Haushalten Nordfrieslands und Dithmarschens. Sein künstlerischer Schwerpunkt lag in der Darstellung der weiten Landschaft, des Lichtes und der sich wandelnden Stimmung. Graba bevorzugte das Aquarell gegenüber dem Ölbild, oder er zeichnete mit Kohle oder Kreide.

## Ausstellungen (Auswahl)
- Kunsthalle zu Kiel: Große Herbst–Ausstellung Schleswig–Holsteinischer Künstler, Kiel 1926
- NS–Kulturgemeinde: Schleswig–Holstein. Land und Volk, Kiel 1935[12]
- Kieler Kunsthalle: Ausstellung mit Albert Johannsen und Hermann Wehrmann, Kiel 1936
- Kunstring der NS–Gemeinschaft Kiel: Schleswig–Holsteinisches Kulturschaffen. Jahresschau der Reichskammer der bildenden Künste. Landesleitung Schleswig–Holstein, Kiel (Kunsthalle), 1936[13]
- Kunstverein Hamburg: Ausstellung Schleswig–Holsteinischer Künstler, Hamburg (Hamburger Kunsthalle) 1938[14]
- Kunstverein Flensburg: Weihnachtsausstellung Schleswig–Holsteinischer Künstler, Flensburg (Grenzlandmuseum) 1939[15]
- Kunsthalle Mannheim: Deutsche Aquarellisten der Gegenwart, Mannheim 1940[16]
- Kunstverein Rostock: Die Kunst der deutschen Stämme. Schleswig–Holsteinische Künstler, Rostock (Städtisches Kunst- und Altertumsmuseum) 1941
- Kunstverein Hamburg: Norddeutsche Aquarelle und Kleinplastik, Hamburg (Kunsthalle) 1942[17]
- Nordfriesisches Museum Nissenhaus: Willy Graba – Sonderausstellung anlässlich des 60. Geburtstages, Husum 1954
- Künstlerclub Die Insel: Seefahrt mit Pinsel und Palette (Ausstellung mit Albert Johannsen, Hans Heinemann und Erwin Hinrichs), Hamburg 1953
- Nordfriesisches Museum Nissenhaus: Willy Graba – Maler in fünf Kontinenten, Husum 1994
- Galerie Peters: Malerisches Schleswig–Holstein (Ausstellung mit Hans Peter Feddersen, Albert Johannsen, Ingwer Paulsen, Otto H. Engel, Magnus Weidemann, Heinrich Blunck und Gerhart Bettermann), Hattstedt 2012[18]
- Dithmarscher Landesmuseum: Dithmarschen – Impressionen einer Landschaft. Bilder und Grafiken aus der Sammlung des Museums (Ausstellung mit Nicolaus Bachmann, Hans Gross und Gertrud von Hassel u. a.), Meldorf 2020[19]

## Werke (Auswahl)
- Marschlandschaft (Priel), Öl auf Leinwand, 1926, im Bestand der Stadtgalerie Kiel, Link zum Bild
- Tunis, Öl auf Leinwand, 1926, Link zum Bild
- Priel bei Ebbe/Hallig Gröde, Öl auf Leinwand, 1932, im Bestand des Nordfriesischen Museums Nissenhaus, Husum
- Am Strand bei Nidden/Kurische Nehrung, Öl auf Leinwand, 1935, im Bestand des Nordfriesischen Museums Nissenhaus, Husum
- Kurenkähne vor Nidden/Kurische Nehrung, Öl auf Leinwand, 1941, im Bestand des Nordfriesischen Museums Nissenhaus, Husum
- Warft auf Hallig Oland, Öl auf Hartfaserplatte, 1953, im Bestand des Nordfriesischen Museums Nissenhaus, Husum
- Afrikanisches Dorf, Aquarell, 1954, 32 × 48 cm, Link zum Bild
- Palme am Strand, Aquarell, 1956, 18 × 28 cm Link zum Bild
- Blick über die Hallig Langeneß (Westerwehl), Aquarell, 1961, Privatbesitz
- Sylter Landschaft, Öl auf Hartplatte, 1962, im Bestand des Nordfriesischen Museums Nissenhaus, Husum
- Haus in den Dünen/Sylt, Öl auf Hartplatte, 1963, im Bestand des Nordfriesischen Museums Nissenhaus, Husum
- Schleppzug im Wattenmeer, Aquarell, 1967, 15 × 21 cm, Link zum Bild
- Ketelswarft, Hallig Langeness, Aquarell, ohne Jahr, Link zum Bild
- Friesischer Hof, Öl auf Leinwand, ohne Jahr, Link zum Bild